# 1991년 오리콘 1위 싱글 목록
일본에서 한 주간 가장 많이 팔린 싱글은 오리콘 주간 차트에 실리며, 이 차트는 오리콘이 발행하는 잡지 《오리스타》에 개제된다. 판매량은 한 주 동안의 각 싱글의 판매량을 기준으로 오리콘이 종합한다.

## 차트 기록
| 발행일    | 싱글                                     | 가수                    | 참고                                    |
| --------- | ---------------------------------------- | ----------------------- | --------------------------------------- |
| 1월 7일   | (미발표)                                 | (미발표)                |                                         |
| 1월 14일  | 「愛は勝つ」                             | KAN                     |                                         |
| 1월 21일  | 「愛は勝つ」                             | KAN                     |                                         |
| 1월 28일  | 「愛は勝つ」                             | KAN                     |                                         |
| 2월 4일   | 「愛は勝つ」                             | KAN                     |                                         |
| 2월 11일  | 「愛は勝つ」                             | KAN                     |                                         |
| 2월 18일  | 「Oh! Yeah! ⁄ ラブ・ストーリーは突然に」 | 오다 카즈마사           | 7주 연속, 1991년 1위 1991년 2월·3월 1위 |
| 2월 25일  | 「Oh! Yeah! ⁄ ラブ・ストーリーは突然に」 | 오다 카즈마사           | 7주 연속, 1991년 1위 1991년 2월·3월 1위 |
| 3월 4일   | 「Oh! Yeah! ⁄ ラブ・ストーリーは突然に」 | 오다 카즈마사           | 7주 연속, 1991년 1위 1991년 2월·3월 1위 |
| 3월 11일  | 「Oh! Yeah! ⁄ ラブ・ストーリーは突然に」 | 오다 카즈마사           | 7주 연속, 1991년 1위 1991년 2월·3월 1위 |
| 3월 18일  | 「Oh! Yeah! ⁄ ラブ・ストーリーは突然に」 | 오다 카즈마사           | 7주 연속, 1991년 1위 1991년 2월·3월 1위 |
| 3월 25일  | 「Oh! Yeah! ⁄ ラブ・ストーリーは突然に」 | 오다 카즈마사           | 7주 연속, 1991년 1위 1991년 2월·3월 1위 |
| 4월 1일   | 「Oh! Yeah! ⁄ ラブ・ストーリーは突然に」 | 오다 카즈마사           | 7주 연속, 1991년 1위 1991년 2월·3월 1위 |
| 4월 8일   | 「LADY NAVIGATION」                      | B'z                     | 2주 연속, 1991년 4월 1위                |
| 4월 15일  | 「LADY NAVIGATION」                      | B'z                     | 2주 연속, 1991년 4월 1위                |
| 4월 22일  | 「Wednesday Moon」                       | 토쿠나가 히데아키       |                                         |
| 4월 29일  | 「LADY NAVIGATION」                      | B'z                     | 통산 3주                                |
| 5월 6일   | 「Eyes to me/彼は友達」                  | DREAMS COME TRUE        | 2주 연속, 1991년 5월 1위                |
| 5월 13일  | 「Eyes to me/彼は友達」                  | DREAMS COME TRUE        | 2주 연속, 1991년 5월 1위                |
| 5월 20일  | 「KISS」                                 | 프린세스 프린세스       |                                         |
| 5월 27일  | 「Please」                               | 쿠도 시즈카             |                                         |
| 6월 3일   | 「Love Train/We love the EARTH」         | TM NETWORK              |                                         |
| 6월 10일  | 「あなたに会えてよかった」               | 코이즈미 쿄코           | 4주 연속, 1991년 6월·7월 1위            |
| 6월 17일  | 「あなたに会えてよかった」               | 코이즈미 쿄코           | 4주 연속, 1991년 6월·7월 1위            |
| 6월 24일  | 「あなたに会えてよかった」               | 코이즈미 쿄코           | 4주 연속, 1991년 6월·7월 1위            |
| 7월 1일   | 「あなたに会えてよかった」               | 코이즈미 쿄코           | 4주 연속, 1991년 6월·7월 1위            |
| 7월 8일   | 「BEAT EMOTION」                         | 호테이 토모야스         |                                         |
| 7월 15일  | 「あなたに会えてよかった」               | 코이즈미 쿄코           | 통산 5주                                |
| 7월 22일  | 「ネオ・ブラボー!!」                     | 사잔 올 스타즈          |                                         |
| 7월 29일  | 「どんなときも。」                       | 마키하라 노리유키       |                                         |
| 8월 5일   | 「SAY YES」                              | CHAGE&ASKA              | 13주 연속, 1991년 8월·9월·10월 1위      |
| 8월 12일  | 「SAY YES」                              | CHAGE&ASKA              | 13주 연속, 1991년 8월·9월·10월 1위      |
| 8월 19일  | 「SAY YES」                              | CHAGE&ASKA              | 13주 연속, 1991년 8월·9월·10월 1위      |
| 8월 26일  | 「SAY YES」                              | CHAGE&ASKA              | 13주 연속, 1991년 8월·9월·10월 1위      |
| 9월 2일   | 「SAY YES」                              | CHAGE&ASKA              | 13주 연속, 1991년 8월·9월·10월 1위      |
| 9월 9일   | 「SAY YES」                              | CHAGE&ASKA              | 13주 연속, 1991년 8월·9월·10월 1위      |
| 9월 16일  | 「SAY YES」                              | CHAGE&ASKA              | 13주 연속, 1991년 8월·9월·10월 1위      |
| 9월 23일  | 「SAY YES」                              | CHAGE&ASKA              | 13주 연속, 1991년 8월·9월·10월 1위      |
| 9월 30일  | 「SAY YES」                              | CHAGE&ASKA              | 13주 연속, 1991년 8월·9월·10월 1위      |
| 10월 7일  | 「SAY YES」                              | CHAGE&ASKA              | 13주 연속, 1991년 8월·9월·10월 1위      |
| 10월 14일 | 「SAY YES」                              | CHAGE&ASKA              | 13주 연속, 1991년 8월·9월·10월 1위      |
| 10월 21일 | 「SAY YES」                              | CHAGE&ASKA              | 13주 연속, 1991년 8월·9월·10월 1위      |
| 10월 28일 | 「SAY YES」                              | CHAGE&ASKA              | 13주 연속, 1991년 8월·9월·10월 1위      |
| 11월 4일  | 「しゃぼん玉」                           | 나가부치 츠요시         | 1991년 11월 1위                         |
| 11월 11일 | 「ALONE」                                | B'z                     | 2주 연속                                |
| 11월 18일 | 「ALONE」                                | B'z                     | 2주 연속                                |
| 11월 25일 | 「WILD HEAVEN」                          | TM NETWORK              |                                         |
| 12월 2일  | 「僕はこの瞳で嘘をつく」                 | CHAGE&ASKA              |                                         |
| 12월 9일  | 「PIECE OF MY WISH」                     | 이마이 미키             | 3주 연속, 1991년 12월 1위               |
| 12월 16일 | 「PIECE OF MY WISH」                     | 이마이 미키             | 3주 연속, 1991년 12월 1위               |
| 12월 23일 | 「PIECE OF MY WISH」                     | 이마이 미키             | 3주 연속, 1991년 12월 1위               |
| 12월 30일 | 「それが大事」                           | 다이지MAN 브라더스 밴드 | 1992년 1월 1위                          |

## 연간 TOP 10
※ 집계: 1990년 12월 3일 - 1991년 11월 25일
- 1위: 오다 카즈마사 「Oh! Yeah! ⁄ ラブ・ストーリーは突然に」
- 2위: CHAGE&ASKA 「SAY YES」
- 3위: KAN 「愛は勝つ」
- 4위: 마키하라 노리유키 「どんなときも。」
- 5위: ASKA 「はじまりはいつも雨」
- 6위: 코이즈미 쿄코 「あなたに会えてよかった」
- 7위: B'z 「LADY NAVIGATION」
- 8위: 나가부치 츠요시 「しゃぼん玉」
- 9위: DREAMS COME TRUE 「Eyes to me/彼は友達」
- 10위: B'z 「ALONE」